# 센트럴 텍사스 리그
센트럴 텍사스 리그(영어: Central Texas League)는 1914년부터 1917년까지 운영되었던 미국 마이너 리그 베이스볼 리그이다. 센트럴 텍사스는 한 시즌에 여섯 개의 팀이 참가하는 클래스 D 등급의 리그였으며, 참가 구단은 모두 텍사스주 내에 연고지를 두고 있었다. 이 리그는 종종 센트럴 텍사스 트롤리 리그(영어: Central Texas Trolley League)라는 이름으로 불리기도 했으며, 리그가 운영된 4시즌 동안 단 한 번도 시즌 끝까지 진행된 적이 없었다. 이름이 변경된 구단을 제외하고, 리그 소속 구단 중 유일하게 에니스 타이거스만이 모든 시즌에 참여한 팀이었으며, 매 시즌마다 1위를 기록한 팀이 달랐다.

## 역사
센트럴 텍사스 리그는 1914년에 텍사스주에 연고지를 두고 있는 여섯 개의 구단이 참가한 클래스 D 등급의 마이너 리그로 출범했다. A.M. 프레이저가 초대 리그 회장을 맡았다. 리그 원년 참가 구단으로는 코르시카나 애슬레틱스, 에니스 타이거스, 힐즈버러, 이탤리, 웍서해치 버펄로스, 웨스트가 있었다. 리그 출범 당시 비공식적으로 센트럴 텍사스 트롤리 리그(Central Texas Trolley League)라는 이름으로 알려지기도 했다.
리그 첫 시즌은 전반기와 후반기가 나뉘어 운영되었다. 1914년 5월 10일에 리그가 시작되었지만, 같은 해 7월 25일에 리그가 조기 중단되면서 후반기 일정이 단축되었다. 정규 시즌이 중단된 이후에도 플레이오프는 진행되었는데, 전반기 리그 우승은 26승 15패를 기록한 웍서해치 버펄로스가 차지했고, 일정이 줄어든 후반기 리그 우승은 웨스트가 차지했다. 두 팀이 만난 플레이오프에서 웍서해치 버펄로스가 3승 2패로 우승을 차지했다.
1915년에는 리그가 개편되었고, 여섯 개 팀이 참가한 가운데 5월 17일에 시즌이 개막했다. 이해 시즌에 리그에 참가한 구단으로는 코르시카나 에이스, 에니스 타이거스, 코프먼 킹스, 멕시아 개서스, 테럴 컵스, 웍서해치 애슬레틱스가 있었다. 이해 리그 회장은 얼 C. 브라운과 훌렌 P. 로버트슨이 맡았다. 이해 7월 24일을 기점으로 리그 운영이 다시 중단되었으며, 에니스 타이거스가 전반기 리그 우승을 달성했다. 기간이 단축된 후반기 1위는 멕시아 개서스가 차지했다. 이후 플레이오프는 열리지 못했고, 전반기와 후반기를 통틀어 35승 26패를 기록한 에니스 타이거스가 2위 코르시카나 에이스를 3경기 차로 따돌리고 가장 좋은 성적을 거두었다.
1916년에 재개된 센트럴 텍사스 리그는 그해 4월 28일에 시즌을 시작했다. 이해에는 에니스 타이거스, 말린 말린스, 멕시아 개서스, 템플 거버너스, 테럴 테러스, 웍서해치 애슬레틱스 등 여섯 개 팀이 리그에 참가했다. 1916년에는 얼 C. 브라운과 잭 C. 캐스틀로가 리그 회장을 역임했다. 이해에도 리그가 7월 16일에 중단되었다. 시즌을 통틀어 36승 25패를 기록한 템플 거버너스가 1위를 차지했으며, 35승 26패를 기록하며 1경기 차로 뒤진 에니스 타이거스가 2위를 차지했다.
1917년은 리그가 운영된 마지막 해였다. 이전 시즌의 여섯 개 구단에서 네 팀으로 참가 구단의 수가 축소되었으며, 시즌 진행 도중에 리그가 영구적으로 해체되었다. 이해 5월 21일에 시즌이 시작되었는데, 참가 구단은 에니스 타이거스, 말린 말린스, 멕시아 개서스, 템플 거버너스였다. 얼 C. 스미스가 리그 회장을 맡았다. 이해 6월 1일까지 4승 4패를 기록 중이던 템플 거버너스가 연고지를 옮기면서 코르시카나 애슬레틱스로 팀명을 변경했다. 6월 6일에 시즌이 영구적으로 중단되었으며, 이때까지 8승 6패를 거둔 멕시아 개서스가 리그에서 가장 좋은 성적을 기록 중이었다. 플레이오프 역시 개최되지 못했다.

## 참가팀
| 구단명                                                       | 연고지              | 홈구장             | 참가 기간             |
| ------------------------------------------------------------ | ------------------- | ------------------ | --------------------- |
| 코르시카나 애슬레틱스                                        | 텍사스주 코르시카나 | 애슬레틱 파크      | 1914년~1915년, 1917년 |
| 에니스 타이거스                                              | 텍사스주 에니스     | 알려지지 않음      | 1914년~1917년         |
| 힐즈버러                                                     | 텍사스주 힐즈버러   | 힐즈버러 시티 파크 | 1914년                |
| 이탤리                                                       | 텍사스주 이탤리     | 이탤리 고등학교    | 1914년                |
| 코프먼 킹스                                                  | 텍사스주 코프먼     | 섀넌 파크          | 1915년                |
| 말린 말린스                                                  | 텍사스주 말린       | 말린 시티 파크     | 1916년~1917년         |
| 멕시아 개서스                                                | 텍사스주 멕시아     | 거셔 파크          | 1915년~1917년         |
| 템플 거버너스                                                | 텍사스주 템플       | 알려지지 않음      | 1916년~1917년         |
| 테럴 컵스(1915년) 테럴 테러스(1916)                          | 텍사스주 테럴       | 길 파크            | 1915년~1916년         |
| 웍서해치 버펄로스(1914년) 웍서해치 애슬레틱스(1915년~1916년) | 텍사스주 웍서해치   | 정글 파크          | 1914년~1916년         |
| 웨스트                                                       | 텍사스주 웨스트     | 웨스트 고등학교    | 1914년                |

## 시즌 성적 및 기록

### 1914년
| 구단명                | 승 | 패 | 승률 | 경기차 | 감독                      |
| --------------------- | -- | -- | ---- | ------ | ------------------------- |
| 웍서해치 버펄로스     | 35 | 23 | .603 | –      | 루서 벌레슨/디 포인덱스터 |
| 웨스트                | 29 | 26 | .527 | 4½     | 엘리 워커                 |
| 에니스 타이거스       | 31 | 28 | .525 | 4½     | 에드 위커                 |
| 이탤리                | 29 | 29 | .500 | 6.0    | T.A. 크레이그             |
| 코르시카나 애슬레틱스 | 26 | 32 | .448 | 9.0    | 거스 케네디               |
| 힐즈버러              | 21 | 33 | .389 | 12.0   | L.C. 이스틀랜드           |

7월 25일 시즌 중단
플레이오프: 웍서해치 3승 2패, 웨스트 2승 3패
| 선수   | 소속 구단  | 부문 | 성적 |
| ------ | ---------- | ---- | ---- |
| 섀퍼   | 웍서해치   | 타율 | .294 |
| 스피드 | 코르시카나 | 득점 | 32   |
| 쿼리   | 웨스트     | 안타 | 40   |
| 다너비 | 웨스트     | 홈런 | 4    |

### 1915년
| 구단명              | 승 | 패 | 승률 | 경기차 | 감독          |
| ------------------- | -- | -- | ---- | ------ | ------------- |
| 에니스 타이거스     | 35 | 26 | .574 | –      | 에드 위커     |
| 코르시카나 에이스   | 32 | 29 | .525 | 3.0    | 로이 모턴     |
| 테럴 컵스           | 32 | 30 | .516 | 3½     | 행크 그리핀   |
| 코프먼 킹스         | 30 | 32 | .484 | 5½     | 디 포인덱스터 |
| 멕시아 개서스       | 28 | 33 | .459 | 7.0    | 로이 에이킨   |
| 웍서해치 애슬레틱스 | 27 | 34 | .443 | 8.0    | 앤슨 콜       |

7월 24일 리그 중단
| 선수                    | 소속 구단   | 부문 | 성적        | 선수          | 소속 구단 | 부문   | 성적          |
| ----------------------- | ----------- | ---- | ----------- | ------------- | --------- | ------ | ------------- |
| 프레드 웬드 윌슨 화이트 | 에니스 테럴 | 타율 | .3026 .3025 | 벅스 레이놀즈 | 테럴      | 승리   | 12            |
| A.R. 셸턴               | 코르시카나  | 득점 | 49          | 벅스 레이놀즈 | 테럴      | 탈삼진 | 157           |
| A.R. 셸턴               | 코르시카나  | 안타 | 59          | 벤 대븐포트   | 멕시아    | 승률   | .750(6승 2패) |
| 로이 레슬리 윌슨 화이트 | 에니스 테럴 | 홈런 | 7           |               |           |        |               |

### 1916년
| 구단명              | 승 | 패 | 승률 | 경기차 | 감독                            |
| ------------------- | -- | -- | ---- | ------ | ------------------------------- |
| 템플 거버너스       | 36 | 25 | .590 | –      | 폴 트래멀                       |
| 에니스 타이거스     | 35 | 26 | .574 | 1.0    | 에드 위커                       |
| 멕시아 개서스       | 32 | 29 | .525 | 4.0    | 로이 에이킨/그래디 화이트       |
| 테럴 테러스         | 29 | 32 | .475 | 7.0    | 행크 그리핀/레스터 프랫/독 낸스 |
| 웍서해치 애슬레틱스 | 26 | 35 | .426 | 10.0   | 디 포인덱스터                   |
| 말린 말린스         | 25 | 36 | .410 | 11.0   | 밥 탈턴/밥 컨트리맨/필더 머리   |

7월 16일 리그 중단
| 선수        | 소속 구단 | 부문 | 성적 | 선수          | 소속 구단 | 부문       | 성적           |
| ----------- | --------- | ---- | ---- | ------------- | --------- | ---------- | -------------- |
| 로이 레슬리 | 에니스    | 타율 | .359 | 레스터 게인스 | 에니스    | 승리       | 15             |
| 베이브 그린 | 에니스    | 득점 | 65   | 레이 프랜시스 | 템플      | 탈삼진     | 126            |
| A. 에덴스   | 에니스    | 안타 | 68   | 테드 보언     | 멕시아    | 평균자책점 | 1.26           |
| A. 에덴스   | 에니스    | 홈런 | 10   | 레스터 게인스 | 에니스    | 승률       | .750(15승 5패) |
| W.C. 콤스톡 | 말린      | 홈런 | 10   | 오시 볼       | 템플      | 승률       | .750(9승 3패)  |

### 1917년
| 구단명                               | 승 | 패 | 승률 | 경기차 | 감독                          |
| ------------------------------------ | -- | -- | ---- | ------ | ----------------------------- |
| 멕시아 개서스                        | 8  | 6  | .571 | –      | 로이 에이킨                   |
| 에니스 타이거스                      | 8  | 7  | .533 | ½      | 에드 위커                     |
| 말린 말린스                          | 7  | 8  | .467 | 1½     | H. 싱클레어어/레이 웨이크필드 |
| 템플 거버너스/ 코르시카나 애슬레틱스 | 6  | 8  | .429 | 2.0    | 찰스 로버츠                   |

6월 6일 리그 중단
| 선수        | 소속 구단 | 부문 | 성적 | 선수        | 소속 구단 | 부문      | 성적          |
| ----------- | --------- | ---- | ---- | ----------- | --------- | --------- | ------------- |
| A.V. 프리먼 | 에니스    | 승리 | 3    | 칼 힐       | 멕시아    | 승률      | .750(3승 1패) |
| 칼 힐       | 멕시아    | 승리 | 3    | A.V. 프리먼 | 에니스    | 투구 이닝 | 57            |
| F.D. 포티트 | 멕시아    | 승리 | 3    |             |           |           |               |

## 명예의 전당 헌액자
- 로스 영스 - 1915년, 웍서해치 애슬레틱스, 1972년 헌액